# PuTTY
PuTTY là một trình giả lập thiết bị đầu cuối cho phép kết nối. Nó hỗ trợ một vài giao thức mạng, bao gồm SCP, SSH, Telnet, rlogin, và các giao thức khác qua các port khác nhau. Cái tên "PuTTY" thì không có định nghĩa.
PuTTY chính thức được viết cho hệ điều hành Microsoft Windows, nhưng nó dần được xây dựng để chạy trên nhiều hệ điều hành khác: Unix, Linux, Symbian, Windows Mobiles, Windows Phone,...
PuTTY đầu tiên được viết và duy trì bởi Simon Tatham. PuTTY được viết bằng ngôn ngữ C.

## Tính năng
Putty hỗ trợ thiết lập, cung cấp cho người dùng kết nối đến một máy chủ khác từ xa thông qua giao thức SSH (Secure Shell), tạo khóa bảo mật với các thuật toán mã hóa như: 3DES, Arcfour, Blowfish, DES, và một khóa công khai để nhận diện.
Có thể đi kèm với SCP và SFTP ví dụ: có thể tải 1 thư mục lên server bằng lệnh pscp

## Lịch sử
Được phát triển vào cuối năm 1998, công bố chính thức vào ngày 8/1/1999, hỗ trợ SSH-2 từ tháng 10 năm 2000.